# Slovakiens herrlandslag i volleyboll
Slovakiens herrlandslag i volleyboll (slovakiska: Slovenské národné volejbalové družstvo mužov) representerar Slovakien i volleyboll på herrsidan. Laget slutade på femte plats i Europamästerskapet 2011.

### Fotnoter
1. ↑  Todor Krastev (19 mars 2011). ”Men Volleyball XXVII European Championship 2011 Austria, Czechia 10-18.09 - Winner Serbia” (på engelska). Sport Statistics. Arkiverad från originalet den 25 maj 2012. https://archive.is/20120525130741/http://todor66.com/volleyball/Europe/Men_2011.html. Läst 29 juni 2015.